# Tortiglioni

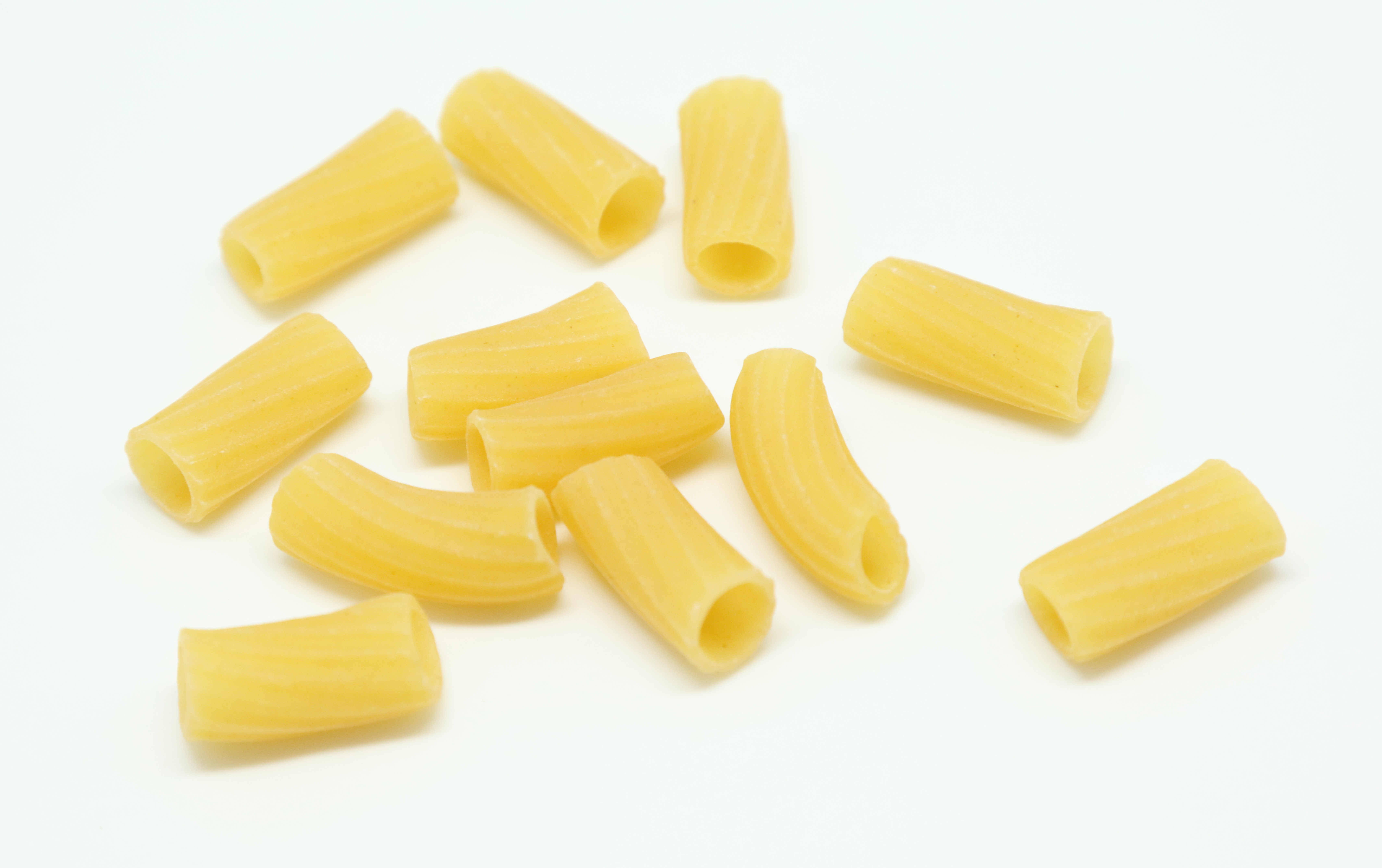
Tortiglioni.

Se denomina tortiglioni (denominados también como succhietti) a un tipo de pasta de forma cilíndrica que posee ciertas estrías en su superficie exterior. Suelen tener una longitud de unos pocos centímetros y un diámetro ligeramente inferior a los rigatoni. Las estrías forman espirales concéntricas (al contrario que en los rigatoni en el que corren paralelas).

## Usos
Las estrías de la pasta hacen que tengan más superficie para captar las salsas y los aliños de las ensaladas. Aparte de poder ser usados como decoración en ensaladas (ensalada de pasta), los tortiglioni se emplean en platos con salsas densas como el ragù napoletano, también se preparan con setas y como ingrediente del tortiglioni alla parmigiana (con berenjenas y parmesano), entre otros platos. 